# Helotorus europeator
Helotorus europeator là một loài tò vò trong họ Ichneumonidae.